# Nicolea willeyi
Nicolea willeyi är en ringmaskart som beskrevs av Maurice Caullery 1944. Nicolea willeyi ingår i släktet Nicolea och familjen Terebellidae. Inga underarter finns listade i Catalogue of Life.